# 泰山学院

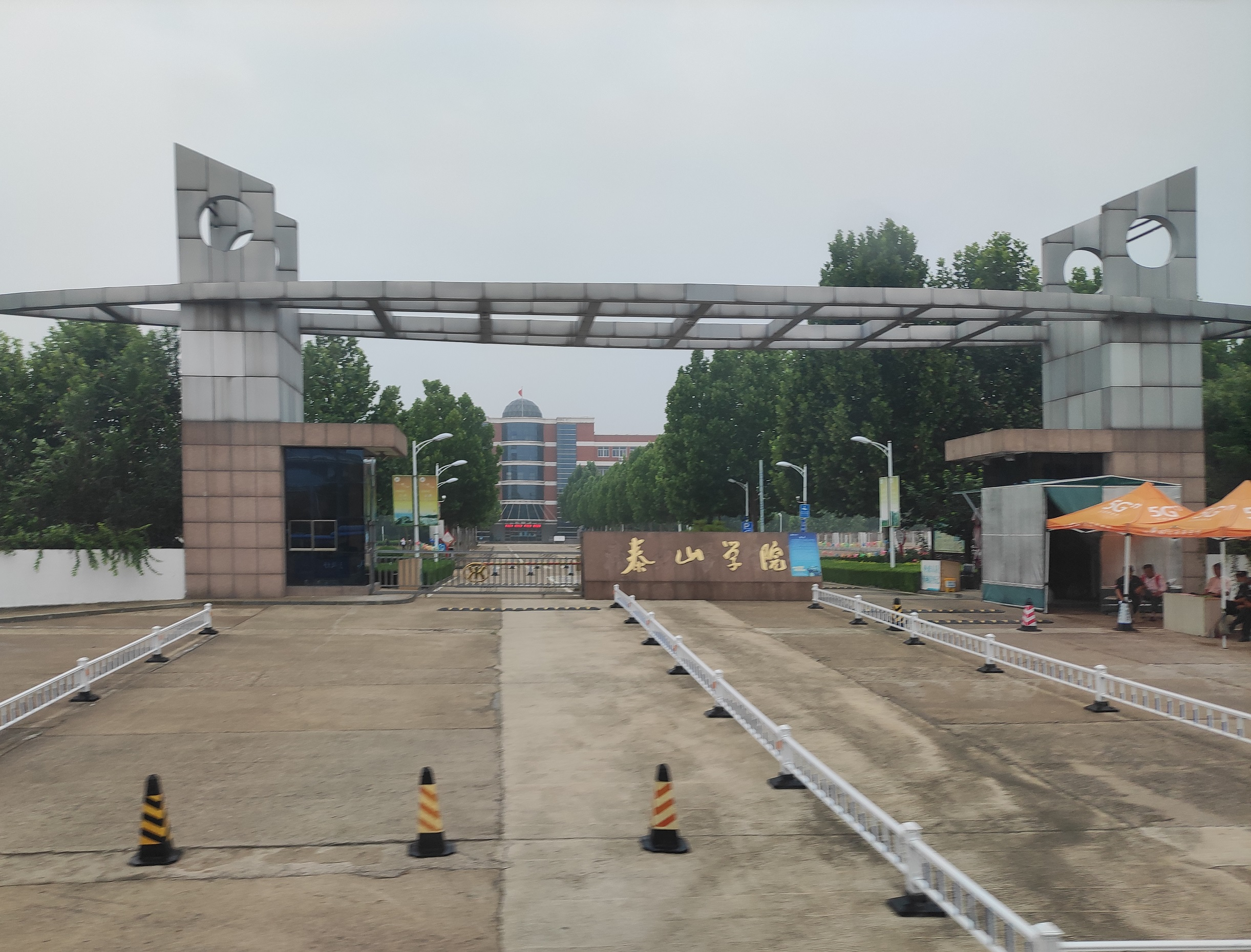
泰山学院南校区校门

泰山学院（Taishan University） 是山东省普通高等学校，位于山东省泰安市。

## 历史
- 1958年，山东省泰安师范专科学校。
- 2002年，山东省泰安师范专科学校与泰安教育学院、泰安师范学校，泰安电大、泰安乡镇企业职工大学合并组建成泰山学院。[1]

## 专业
教育系，历史系，化学系，政法系，中文系，数学与系统科学系，物理与电子工程系，信息科学技术系，应用科学技术系，生物科学与技术系，材料与化学工程系，旅游与资源环境系，经济管理系，外语系，音乐系，体育科学系，美术系。